# Le Chillou
Le Chillou és un municipi francès situat al departament de Deux-Sèvres i a la regió de la Nova Aquitània. L'any 2007 tenia 183 habitants.

## Demografia

### Població
El 2007 la població de fet de Le Chillou era de 183 persones. Hi havia 80 famílies de les quals 28 eren unipersonals (8 homes vivint sols i 20 dones vivint soles), 24 parelles sense fills, 24 parelles amb fills i 4 famílies monoparentals amb fills.
La població ha evolucionat segons el següent gràfic:
Habitants censats

### Habitatges
El 2007 hi havia 104 habitatges, 78 eren l'habitatge principal de la família, 14 eren segones residències i 12 estaven desocupats. Tots els 104 habitatges eren cases. Dels 78 habitatges principals, 63 estaven ocupats pels seus propietaris, 13 estaven llogats i ocupats pels llogaters i 3 estaven cedits a títol gratuït; 3 tenien dues cambres, 13 en tenien tres, 21 en tenien quatre i 42 en tenien cinc o més. 68 habitatges disposaven pel capbaix d'una plaça de pàrquing. A 37 habitatges hi havia un automòbil i a 36 n'hi havia dos o més.

### Piràmide de població
La piràmide de població per edats i sexe el 2009 era:
| Homes | Edats   | Dones |
| ----- | ------- | ----- |
| 0     | 95 o +  | 0     |
| 0     | 90 a 94 | 0     |
| 0     | 85 a 89 | 0     |
| 0     | 80 a 84 | 0     |
| 4     | 75 a 79 | 0     |
| 4     | 70 a 74 | 16    |
| 12    | 65 a 69 | 4     |
| 0     | 60 a 64 | 16    |
| 4     | 55 a 59 | 4     |
| 0     | 50 a 54 | 4     |
| 8     | 45 a 49 | 0     |
| 8     | 40 a 44 | 8     |
| 4     | 35 a 39 | 0     |
| 4     | 30 a 34 | 8     |
| 8     | 25 a 29 | 8     |
| 0     | 20 a 24 | 0     |
| 4     | 15 a 19 | 0     |
| 8     | 10 a 14 | 4     |
| 4     | 5 a 9   | 12    |
| 8     | 0 a 4   | 0     |

## Economia
El 2007 la població en edat de treballar era de 103 persones, 74 eren actives i 29 eren inactives. De les 74 persones actives 68 estaven ocupades (41 homes i 27 dones) i 6 estaven aturades (4 homes i 2 dones). De les 29 persones inactives 9 estaven jubilades, 9 estaven estudiant i 11 estaven classificades com a «altres inactius».

### Ingressos
El 2009 a Le Chillou hi havia 80 unitats fiscals que integraven 186 persones, la mediana anual d'ingressos fiscals per persona era de 15.027,5 €.

### Activitats econòmiques
Dels 2 establiments que hi havia el 2007, 1 era d'una empresa de construcció i 1 d'una empresa de comerç i reparació d'automòbils.
L'únic servei als particulars que hi havia el 2009 era una lampisteria.
L'any 2000 a Le Chillou hi havia 13 explotacions agrícoles que ocupaven un total de 416 hectàrees.

## Poblacions més properes
El següent diagrama mostra les poblacions més properes.